# Porsche 924
 (mai 2017).
Si vous disposez d'ouvrages ou d'articles de référence ou si vous connaissez des sites web de qualité traitant du thème abordé ici, merci de compléter l'article en donnant les références utiles à sa vérifiabilité et en les liant à la section « Notes et références ».
La Porsche 924 est une automobile construite par le constructeur allemand Porsche à la fin des années 1970. Novatrice sur de nombreux points, cette automobile fut un succès commercial pour Porsche.

## Historique
Volkswagen est dans une conjoncture très précaire, la Coccinelle est sur le déclin. Porsche, de son côté, voit les ventes de la 911 s’émousser peu à peu. C’est donc d’un commun accord que Porsche et Volkswagen, étroitement liés, entament le développement d’un deuxième coupé sportif accessible au grand public, comme c'était déjà le cas avec la Porsche 914. Les ingénieurs prendront comme modèle la 928 encore en développement.
Ils concevront une voiture avec la même architecture inédite « Transaxle », tout en utilisant un maximum de pièces disponibles dans la banque d'organe de VW.
Le design est signé Harm Lagaay.
L'ancienne usine NSU de Neckarsulm est désignée pour assurer la production.

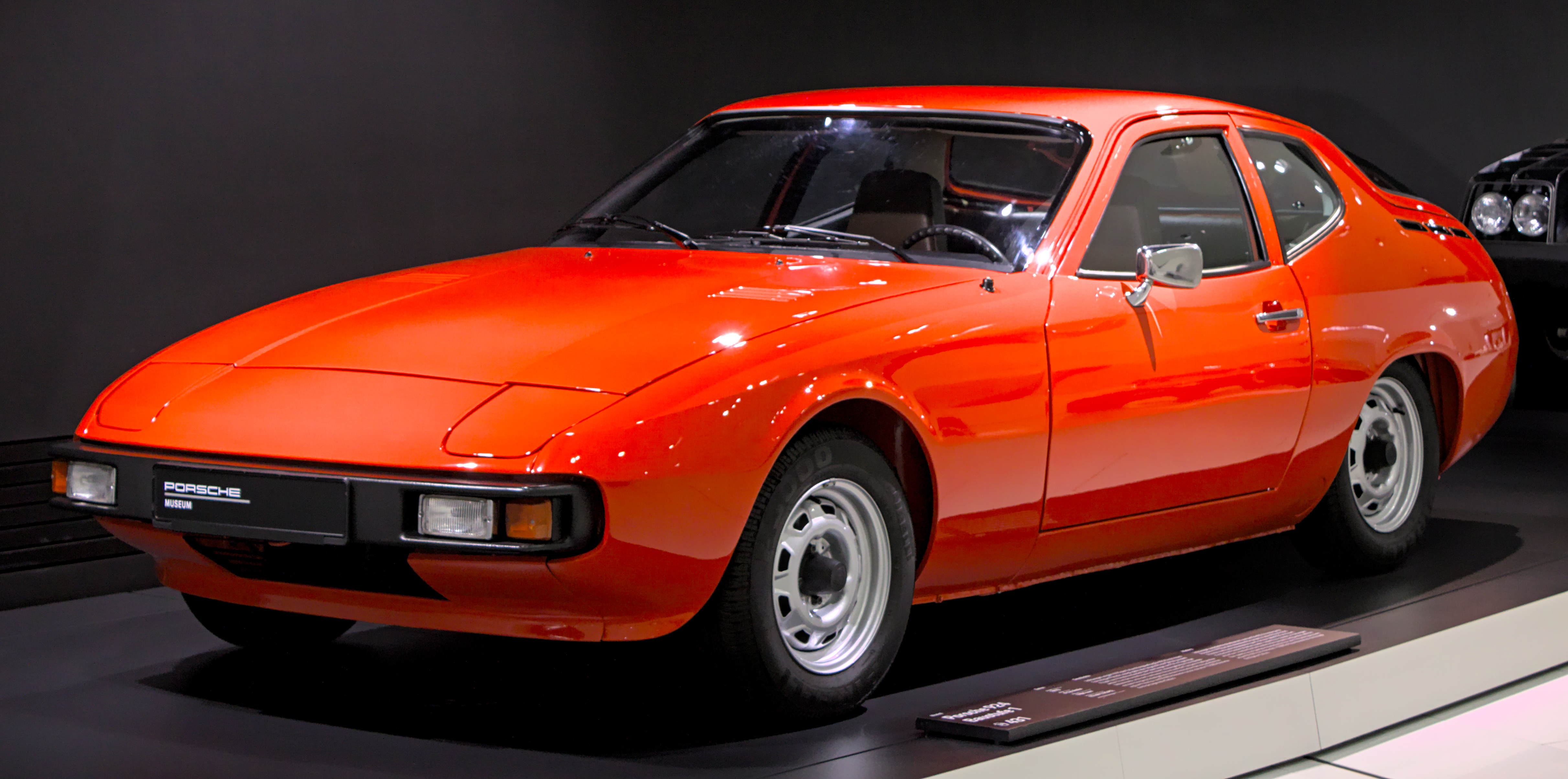
Porsche EA 425.

Le contexte de crise économique et la hausse du coût du carburant, entre autres, poussent Volkswagen à abandonner le projet (EA 425), la firme concentre ses efforts sur des modèles plus populaires comme la Golf. Porsche rachète donc la part des travaux de Volkswagen, et poursuit le développement de son côté. 
Elle s’attelle à créer une auto d'entrée de gamme de caractère, efficace, confortable et utilisable au quotidien.
C’est la naissance de la gamme des Porsche à moteur avant, gamme qui sera renforcée par la suite par les 928, 944 et 968.

### Un tournant dans l'histoire Porsche
La conception de la 924 est radicalement différente de celle des 911, leurs architectures sont totalement opposées :
- moteur Flat 6 arrière refroidi par air sur les 911 (jusqu’à la génération dite « 993 »), la 924 est dotée d'un 4 en ligne à refroidissement liquide (par eau) en position avant (sous le capot) ;
- implanté en porte-à-faux arrière dans les 911 et dans les premières Porsche et les Coccinelle, c’est-à-dire en arrière de l’essieu arrière, le groupe propulseur est placé sur l'essieu avant dans les 924/928/944/968 ;
- cependant la transmission s’effectue via un système portant le nom de Transaxle. L'ensemble boîte de vitesses et pont est positionné au niveau de l'essieu arrière, ce qui donne une répartition des masses favorable.

## Technique
C'est l'utilisation importante de pièces d'origine VW qui caractérise la 924 :
- le moteur est une évolution d'un modèle Audi/VW ;
- la boîte de vitesses est d'origine Audi ;
- les freins (disques pleins à l'avant, tambours à l'arrière) sont déjà utilisés sur les Coccinelle ;
- le train arrière est celui des VW type 3/4 ;
- beaucoup d'autres accessoires : chauffage, phares, commodos, pièces consommables...

Grâce à l'architecture « Transaxle », la gamme des 924 bénéficie d'un châssis naturellement équilibré et efficace. Cependant, la 924 n'avait pas que des bons côtés. La motorisation d'entrée de gamme, développant 125 chevaux, était considérée comme juste « suffisante », de même que les freins peu performants en usage intensif, faute à sa masse assez élevée.

## Équipement intérieur
La Porsche 924 était disponible avec plusieurs qualités d'aménagement intérieur, notamment avec des sièges mélangeant cuir et tissus de différents coloris et à motifs variables dans leur partie centrale, ou totalement recouverts de cuir. Si le noir est la couleur de cuir la plus fréquemment rencontrée, il existe des options d'usine arborant d'origine des coloris bordeaux, gris et beige. 

### Motorisations

#### 924 2,0 litres atmosphérique125ch
La première 924 était équipée d’un moteur à 4 cylindres en ligne de 2 litres de cylindrée, bénéficiant d’un bas moteur d’origine VW LT audi (100) (et exclusivement le bas moteur). Le haut moteur fut entièrement développé par Porsche. Le moteur utilisait le système d'injection K-Jetronic développé par Bosch. Au lancement, il était accouplé à une boîte manuelle 4 rapports Audi. Une boîte automatique 3 rapports et une boîte manuelle sport 5 rapports Porsche (avec la première en bas à gauche) était disponible en option. Par la suite, une boîte 5 rapports Audi est montée de série. La boîte automatique est toujours proposée en option. À partir de 1981, l'allumage électronique est installé.
| Type                        | 4 cylindres en ligne, refroidi par eau |
| Cylindrée                   | 2,0 litres - 1 984 cm3                 |
| Alimentation                | Atmosphérique                          |
| Puissance                   | 125 ch DIN                             |
| Vitesse maximale            | 204 km/h                               |
| Accélération (0 à 100 km/h) | 9,6 secondes                           |
| Production                  | 121 672 exemplaires jusqu'en 1985      |

#### 924 2,0 litres Turbo (931) 170 et177ch
En raison de normes antipollution très contraignantes, la 924 était moins puissante outre-Atlantique qu’en Europe, c’est pourquoi les Américains ont boudé la 924 atmosphérique. Porsche répondit à cela par le lancement d’une 924 à moteur turbocompressé.
| Type                        | 4 cylindres en ligne, refroidi par eau              |
| Cylindrée                   | 2,0 litres, 1 984 cm3                               |
| Alimentation                | 1 turbocompresseur KKK (K26-2470)                   |
| Puissance                   | 170 ch DIN puis 177 ch à partir de 1981             |
| Vitesse maximale            | 230 km/h (modèle 177 ch)                            |
| Accélération (0 à 100 km/h) | 7,9 secondes (7,7 secondes pour la 177ch)           |
| Production                  | 12 665 exemplaires, toutes motorisations confondues |

Elle se reconnaît à sa calandre ajourée, ainsi que ses jantes de type « nid d’abeilles », à entraxe Porsche (5 × 130) abritant des freins à disque performants, issus de la 911.
Les 924 Turbo sont équipées de la boîte 5 rapports inversée (Getrag), avec la première en bas à gauche. Certains modèles (US, 150 ch) peuvent avoir une boîte 5 rapports Audi.
L'augmentation de puissance correspond à l'apparition de l'allumage électronique.
Sa commercialisation cessera avec la sortie de la 944 en 1982, sauf sur certains marchés où les grosses cylindrées sont fiscalement pénalisées, telle l'Italie.

#### 924 S 2,5 litres 150 et160ch
C’est en 1985 que sera lancée la 924 S, à la suite de la disparition du 2,0 l. Elle est équipée du bloc moteur de la 944, légèrement modifié.
| Type                        | 4 cylindres en ligne, refroidi par eau                              |
| Cylindrée                   | 2,5 litres, 2 479 cm3                                               |
| Alimentation                | Atmosphérique.                                                      |
| Puissance                   | 150 ch DIN puis 160 ch en 1988                                      |
| Vitesse maximale            | 213 km/h                                                            |
| Accélération (0 à 100 km/h) | 8,0 secondes                                                        |
| Production                  | 16 669 exemplaires, toutes motorisations confondues (jusqu'en 1988) |

À l’usage, la 924 S de 1988 se révèle plus agréable que la 944, grâce à sa légèreté, son agilité, et ses ailes étroites favorisant une meilleure pénétration dans l’air.
Elle se reconnaît à ses jantes de type « Téléphone » en 5 trous.

#### 924 Carrera GT (type usine: 937)

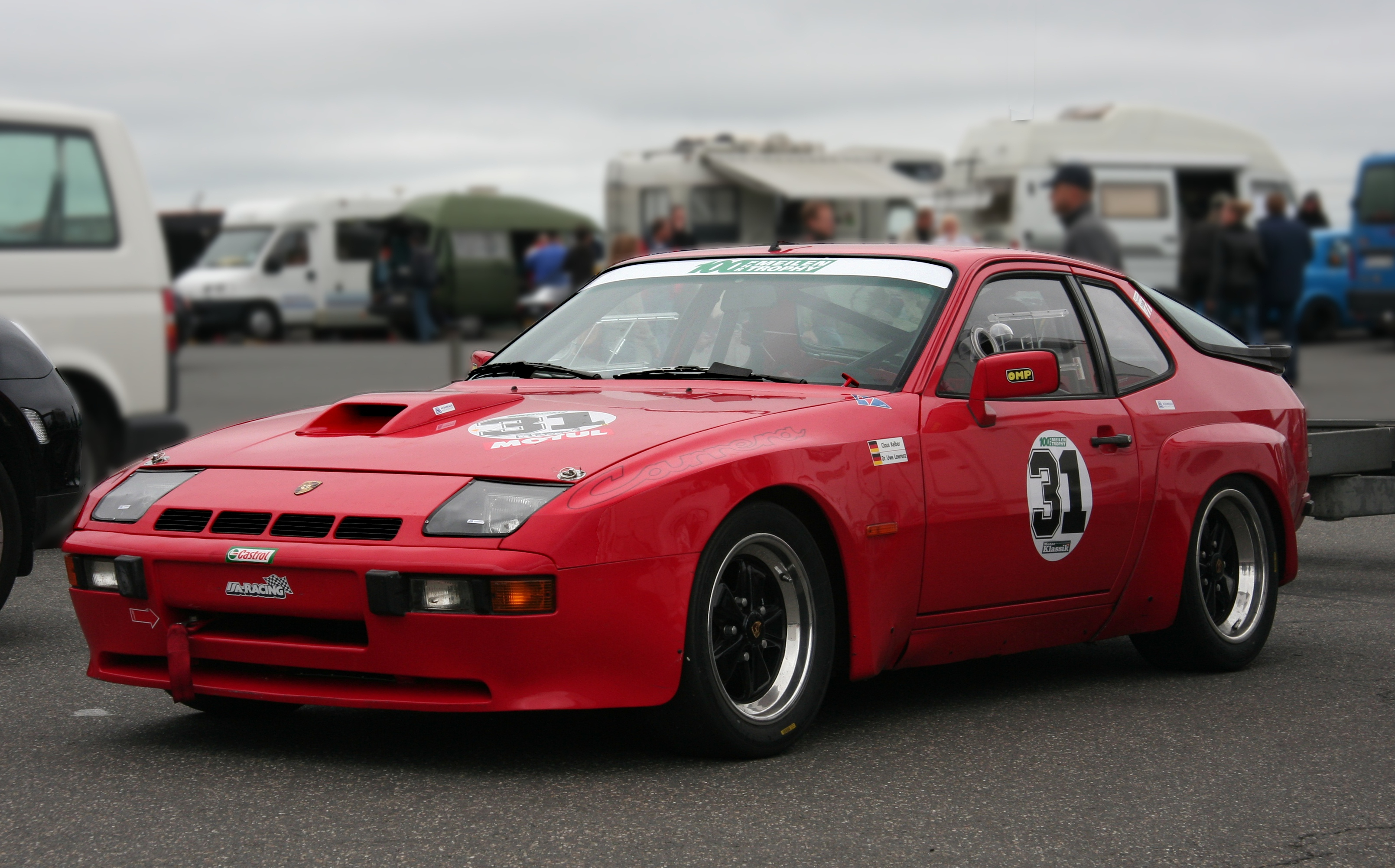
Porsche 924 Carrera GTS

Entre-temps, en 1981, Porsche a lancé une version musclée de la 924, baptisée « 924 Carrera GT », construite sur la base d’une 924 Turbo profondément remaniée. Les ailes avant sont élargies (reprises plus tard sur la 944), des extensions d’ailes sont rivetées à l’arrière, la face avant est retouchée. Sièges « sport » en tissu et jantes type Fuchs de 16" sont les signes distinctifs de cette version « virile ».
| Type                        | 4 cylindres en ligne, refroidi par eau           |
| Cylindrée                   | 2,0 litres, 1 984 cm3                            |
| Alimentation                | 1 turbocompresseur KKK (0,75 bar de surpression) |
| Puissance                   | 210 ch DIN                                       |
| Vitesse maximale            | 240 km/h                                         |
| Accélération (0 à 100 km/h) | 6,9 secondes                                     |
| Production                  | 406 exemplaires                                  |

Ce modèle sera également décliné en « 924 Carrera GTS » et « 924 Carrera GTR », de 245 chevaux (50 exemplaires dont 5 en version allégée « ClubSport ») et 275 chevaux (17 exemplaires) respectivement.

## Éditions limitées[1]
Tout au long de sa (courte) carrière, la 924 a connu quelques éditions limitées sur les versions 2.0 N/A et 2.5.

### 1977: Édition Champion du Monde ou dite "Martini"
Pour célébrer les deux victoires en championnat du monde en 1976, Porsche décide de lancer une série spéciale aux couleurs de l'équipe d'usine Porsche Martini. Elles furent produites de décembre 1976 à mars 1977 à environ 3000 exemplaires (2000 pour les E.U et 1000 pour le reste du Monde).
Elle disposait des caractéristiques suivantes : une peinture en "Blanc Police L93Z" avec des bandes aux couleurs Martini sur les côtés, le volant classique 2 branches, des sièges similicuir avec un tissu rouge au centre, un passe poil bleu avec une bande Martini sur les appuie-têtes et une moquette rouge. Les jantes de base sont peintes en blanc avec un monte en 185/70 HR14 et elle s'équipe de barres stabilisatrices à l'avant et l'arrière. Et enfin, une plaque où il est écrit champion du Monde est appliquée sur le bas de la console centrale. Le code option pour les identifier est M426.

### 1978: Spéciale Suisse
En janvier 1978, l'agence générale suisse Porsche annonce un modèle spécial de la 924 dans une lettre à ses concessionnaires Porsche. Elle fut limitée à 100 exemplaires.
Elle disposait d'une peinture or "Sierra-metallic" (couleur disponible uniquement sur la 924), un intérieur est en « liège » marron avec un tissu beige clair à fines rayures marron. Des jantes en aluminium à 8 rayons avec étoile de jante peinte en noir, le volant en cuir et le système radio Porsche Blaupunkt Heidelberg CR, antenne, suppression des interférences et 3 haut-parleurs. 
En plus de l'exclusivité de la palette de couleurs, le modèle Spécial Suisse offrait à l'acheteur un avantage tarifaire de 1 500 CHF par rapport à une 924 standard. Le prix était de 29 850 CHF. Le code option est également M426.

### 1978: Spéciale USA
Exclusivement pour le marché américain, cette version a été produite a 1800 exemplaires en 1978.
Elles étaient disponibles avec le "Dolomitgrau" et une fine bande décorative argentée tout le tour de voiture, l'intérieur s'habille du fameux "Pasha" gris argenté/noir avec du similicuir. Elles s'équipent de phares antibrouillards, du volant cuir 2 branches avec le pommeau également en cuir, les barres stabilisatrices, les jantes en alliage léger en 14 et des haut-parleurs avec antenne. Toujours identifiables avec le code M426.

### 1979: Sebring '79
Toujours exclusivement pour le marché américain, la version Sebring '79 a été produite à 1292 exemplaires.
La couleur était le "Indischrot M3A" avec une bande bleue, blanche, rouge et jaune autour. et un gros logo "924" sur le nez avant.
Elle s'équipe d'un toit amovible dit "Targa", de phares antibrouillard, de rétroviseurs chauffants et réglables électriquement, de barres stabilisatrices, du volant en cuir 4 branches, des panneaux de porte avec le tissu "Schottenkaro rot / blau", de trois haut-parleurs, d'une antenne manuelle, de la transmission sport à 5 vitesses (1ère en bas) ou en option une automatique à 3 vitesses. De plus une monte en 185 sur des jantes en aluminium laqué noir à 8 rayons. Avec les options il était possible d'ajouter un système de freinage turbo (qui fait monter des jantes en 5 trous), du becquet arrière de la turbo, des vitres électriques et de la climatisation. 
Le code option pour l'identifier est  le M429.

### 1979: Modèle CORK
Exclusivement pour la Suisse encore, la "CORK" a été produite à 300 exemplaires.
Elle est identique a la série spéciale suisse de 1978, cependant, l'intérieur est plus clair notamment grâce à des passepoils clairs et une moquette et des tissus (à rayures marron) de couleur miel.
Le code option pur l'identifier est le M428.

### 1980: Édition "Le Mans"
Pour célébrer la victoire Porsche aux 24h du Mans en 1979 et l'engagement de trois 924 Carrera GTP aux 24h en 1980, Porsche sort l’édition limitée la plus connue et recherchée (avec la Martini) la "Le Mans". Elles furent produites de juillet à août 1980 et vendues jusqu'en début 1981 à environ 1030 exemplaires dont 100 en RHD uniquement en Europe.
Elle est en couleur unique "Alpinweiß L90" et des bandes décoratives jaune, noire et rouge ainsi qu'un lettrage "Le Mans" sur les ailes avant. Elle a un aileron de Turbo et des jantes "Le Mans" ressemblantes a celles des Turbo mais en 4x108 à rayons polies et en noir sur l'intérieur en monte 205/60 HR15. À l'intérieur on trouve un tissu noir à fines rayures blanches sur les sièges, appuie-têtes, banquette arrière et les panneaux de porte avec un passe-poil blanc entre le tissu et le simili. À cela on ajoute un volant sport 4 branches en cuir tout comme le levier, des stickers noirs a imprimé 924 sur les seuils de portes. Elle se voit ajouter des amortisseurs Koni et des barres stabilisatrices avant et arrière.
| Options disponibles                    | Nombre de modèles avec |
| -------------------------------------- | ---------------------- |
| Essuie-glace arrière (M425)            | 435                    |
| Rétroviseurs électriques (M261 & M398) | 389                    |
| Lève-vitres électriques (M651)         | 314                    |
| Toit "Targa" (M650)                    | 263                    |
| Batterie 63Ah (M197)                   | 110                    |
| Lave-phare (M288)                      | 108                    |
| Climatisation (M573)                   | 15                     |
| Alarme antivol (M533)                  | 5                      |
| Version française (M126)               | 3                      |

Les numéros de séries se comprennent entre WPOZZZ92ZBN400051 à WPOZZZ92ZBN401163 mais attention ! dans cette plage il serait compris quelques 924 "normales" et certaines avec l'option sportive M471 (châssis de Turbo) qui se confond avec la Le Mans car elle possède également l'aileron de la Turbo, les barres stabilisatrices et les amortisseurs Koni. La différence se fait principalement sur les jantes qui sont en 5 trous sur la M471. Elle a aussi des disques ventilés et le volant 3 branches.
Toujours identifiable avec le code option M426.

### 1981: Édition Weissach
Produite à 400 exemplaires de mars à avril 1981, Porsche propose l'édition "Weissach" uniquement aux États-Unis.
Elle était livrée avec une peinture platine à l'extérieur, marron à l'intérieur avec des panneaux de porte en tissu beige-blanc tout comme sur les sièges. Le volant 4 branches et le levier en cuir étaient disponibles avec des barres stabilisatrices, des amortisseurs sport (probablement Koni),les jantes "Le Mans" en 4x10, l'aileron arrière de la 924 turbo, la batterie plus puissante de 63 Ah, le toit targa, l'essuie-glace arrière et les rétroviseurs électriques droite et gauche. Une plaque est apposée sur la boite à gants.
Cette édition était aussi disponible sur la 928 et 911.

### 1981: Édition 50ème anniversaire ou "Jubilée"
Pour les 50 ans de la Société Porsche, Porsche décide de célébrer cet anniversaire avec une édition spéciale sur la 911, la 928 et la 924.
Elle était livrée en "zinnmetallic" avec un aileron arrière de turbo et les jantes "Le Mans" en 4x108. À l'intérieur on y trouve des sièges en cuir véritable et le tissu noir / argent-crème sur les sièges et panneaux de porte et des tapis gris très clair limite blanc. La signature de Ferry Porsche est brodée sur les appuie-têtes des sièges avant. A cela s'ajoute un bac à cassettes, le volant cuir 4 branches, une antenne, des haut-parleur, un antiparasitage, des rétroviseurs extérieurs électriques à droite et à gauche et des vitres électriques.
Note: les versions suisses n'ont pas de cuir mais du similicuir à la place. Les sièges similicuir ont une coupe droite au niveau de l'avant des sièges sur le tissu tandis que les sièges en vrai cuir ont les bords coupés inclinés.
Cette édition a été produite à 1014 exemplaires dont 589 en Allemagne. Le code option est M402.

### 1982: Édition Suisse (encore)
Pour fêter les 30 ans des importateurs de Porsche en Suisse, de décembre 1981 à janvier 1982, cette édition spéciale a été produite à 30 exemplaires. 
Elle est une (quasi) pâle copie de la "Le Mans" avec quelques petites différences: elle dispose des bandes de couleurs tout autour de la voiture mais pas du lettrage "Le Mans" sur les ailes avant (remplacés par les bandes simples). Le tissu intérieur diffère également un peu, il est noir-rougeâtre a rayures blanche comme les Carrera GT.
Les numéros de châssis de cette édition vont de : 
WP0ZZZ92ZCN404250 - WP0ZZZ92ZCN404286, à l'exception des derniers chiffres 51,53,54,55,56, 68 et 69. Son code d'identification est le M449.

### 1982: Édition italienne
Cette édition était disponible uniquement en Italie et fût vendu à 100 exemplaires entre mars et avril 1982.
Elle a été livrée en noir et avec un intérieur à tissu noir et à fines rayures blanches. Les panneaux de porte étaient recouverts de cuir synthétique et gravés du lettrage PORSCHE qui était encore courant en 1982. Volant en cuir à 4 branches, radio, jantes "Le Mans" en 4x108 et essuie-glace arrière complétaient cette édition de la 924.
Elle est particulièrement discrète car elle se confond avec n'importe quelle autre 924 classique. La seule façon de l'identifier parfaitement est que sa première immatriculation corresponde aux dates.

### 1983: ÉditionKenwood
En 1983, Porsche met 100 voitures à disposition d'une équipe française autour de Kenwood afin de les équiper du système audio Kenwood KRC500L dans le cadre d'une tentative de record.
Donc 19 mécaniciens ont reconvertis 6 928, 10 911, 25 924 et 59 944 le tout en 17 heures. Les Porsche étaient peintes en argent et avaient un badge numéroté sur le tableau de bord. Un lettrage « Porsche Kenwood Le Mans » était encadré par une bande rouge sur les ailes arrière.

### 1984: Édition finale de la turbo en Italie
La turbo a été retirée du marché courant 1982. Mais en Italie, elle fut produite jusqu'en début 1984. Alors pour les 88 derniers exemplaires, Porsche décida de faire une édition.
Ces dernières Turbo ont été livrées en "zermattsilber" avec un intérieur en tissu gris clair avec lettrage Porsche rouge. Ce tissu couvre l'intégralité des sièges et une moquette noire classique est ajoutée avec et les panneaux de portes sont simples en noir.
Le dernier numéro de châssis de la Turbo fût WPOZZZ93EN100149.

### 1988: 924S "Le Mans"
Pour la fin de carrière de la 924 et plus particulièrement la 924S, et aussi pour commémorer la 12e victoire de Porsche au Mans, une édition spéciale vendue à 980 exemplaires à travers le Monde.
Elle était disponible en noir ou blanc avec les jantes classiques "Téléphone" (peignables sur demande en "Alpinweiß" avec intérieur ocre ou en Noir profond avec intérieur turquoise) et un aileron de Turbo. 
À l'intérieur, on trouve un tissu gris et ocre ou noir et turquoise recouvrant les sièges sport avant et l'intégralité de la banquette arrière (les sièges avant aussi parfois sont couverts intégralement) le tout avec un passepoil jaune orangé. Les panneaux de portes reçoivent également le tissu choisi. À cela s'ajoute un toit ouvrant électrique de série et le volant sport 4 branches en cuir.
Côté mécanique, le 2.5 160 ch reste sous le capot, des barres antiroulis de 21.5 mm à l'avant et 20 mm à l'arrière et des ressorts tarés plus fermes ainsi que des amortisseurs à gaz s'ajoutent. La voiture est donc plus basse à l'avant de 10 mm et de 15 mm à l'arrière.
Il était possible d'ajouter des stickers spécifiques "Le Mans" sur les côtés et une climatisation était montée de série sur les versions espagnoles nommées "Spirit".
Sur les 980 exemplaires produits :
- 863 noires dont: 200 en RFA, 500 aux États-Unis et 113 autres ailleurs.

- 117 blanches dont: 50 en RFA, 37 au Royaume-Uni, 37 "Spirit" espagnole et 43 autres pour le reste.

C'est sur cette édition que la 924 (toutes versions confondues) tire sa révérence après 12 ans de ventes et un rapport prix/prestations très intéressant qu'elle s'arrête au profit de la 944 car les ventes diminuaient de plus en plus.

## Compétition
En 1980, l'écurie officielle Porsche décide d'engager trois Porsche 924 Turbo aux 24 Heures du Mans. Les versions endurance de la 924 Turbo roulent d'abord au Rallye Monte Carlo ainsi qu'au Rallye Safari. Pour la course, les trois 924 Turbo voient leur puissance portée à 320 ch, en lieu et place des 170 du modèle de série. La préparation de l'équipe a lieu notamment sur le circuit Paul-Ricard où une session de roulage longue de 29 heures a lieu. Les pilotes de la no 2 sont Andy Rouse et Tony Dron, ceux de la no 3, Derek Bell et Al Holbert et enfin, ceux de la no 4, Manfred Schurti et Jürgen Barth. Ce dernier exprime les ambitions de la marque : « Nous ne venons pas pour gagner mais seulement à titre expérimental ». Derek Bell qui vient du programme Renault s'exprime également sur son engagement : « Après Renault, je ne pouvais pas envisager une autre aventure aussi excitante que celle avec laquelle je me suis engagé avec Porsche ». La course est un succès et les trois 924 sont classées. La no 4 de Barth et Schurti termine à la troisième place de la catégorie GTP et à la sixième place du classement général. La no 2 de Rousse et Dron et la no 3 de Bell et Holbert se classent respectivement douzième et treizième du général (cinquième et sixième de la catégorie GTP),.

## Aujourd'hui
De nos jours, la Porsche 924 est une auto très difficile à trouver dans des conditions d'origine acceptables car beaucoup d’entre elles ont été sauvagement tunées à grand renfort de « kits 944 » et autres ou simplement abandonnées au fond d'un jardin ou même détruites dans des accidents.   
Elle a le gros avantage de pouvoir être entretenue pour un coût raisonnable avec ses nombreuses pièces Volkswagen (dans une proportion supérieure aux autres modèles Porsche),.
Une 2.0 classique se retrouve aux alentours des 12 000 € dans un bon état, 15 000 € pour une 2.5S et 20 000 pour une turbo. Les éditions limitées sont dures à estimer du fait de leur rareté et donc peu sont vendues régulièrement.